# Psyllaephagus rubensi
Psyllaephagus rubensi is een vliesvleugelig insect uit de familie Encyrtidae. De wetenschappelijke naam is voor het eerst geldig gepubliceerd in 1932 door Alexandre Arsène Girault.